# 김문희 (배드민턴 선수)
김문희(1988년 6월 29일~)은 대한민국의 배드민턴 선수이다.